# Палац Ласоцьких у Кракові
Палац Ласоцьких - історична будівля, розташована в Кракові, у районі VIII в Дембніках на вул. Тинецькій, 18.
У ХІХ столітті тут стояла класицистична вілла з господарськими будівлями, яку близько 1871 року придбав граф Броніслав Ласоцький. Об’єднавши існуючі раніше будівлі, він створив еклектичну резиденцію палацового характеру. Цікавим елементом палацу є чотирикутна вежа, увінчана зубчастою стіною .
Побудована приблизно в середині дев'ятнадцятого століття, початкова будівля, оточена садом, належала родині Гумпловичів, була одноповерховою з двоповерховим корпусом. Будівля мала прямокутний план. Було створено одноповерховий архітектурний зв’язок, який з’єднав вежу з основним корпусом палацу. Його оточував парк. Автором реконструкції, ймовірно, був Максиміліан Нітщ .
У палаці Ласоцьких зберігалася невелика колекція творів мистецтва. У галереї, яка містилася в павільйоні, що сполучав палац з вежею, містилася колекція картин і малюнків польських художників (в т.ч. Артур Ґротґер, Юліуш Коссак, Антоні Адам Піотровський ), а в приміщенні під назвою «музей» розміщувалися вітрини з колекціями скла, порцеляни, нумізматичних предметів та «старожитностей». .
Після 1910 року палац став власністю ґміни. У 1920-х роках брати Альбертинці керували тут закладом для неповнолітніх хлопчиків. Після 1945 року в будинку розміщувалися квартири та комунальне підприємство з зелених насаджень.
З 1980 року він стояв спустошений, занедбаний і відкритий, у 1993 році його викупила інжинірингова компанія «Сканська» – філія «Гідротрест». Поруч із палацом знаходиться готель і Дембніцький парк .Зараз там розташовані офіси різних компаній.

## Виноски
1. ↑  Реєстр пам'яток

## Зовнішні посилання
- Przeprawa na Dębniki. gazeta.pl. 26 czerwca 2008.
- Zabytkowe pałace i dwory Krakowa. wawel.net.